# Rząd Ľudovíta Ódora
Rząd Ľudovíta Ódora – gabinet rządzący Słowacją od 15 maja do 25 października 2023, mający charakter rządu technicznego.
Zastąpił koalicyjny rząd Eduarda Hegera, wobec którego 15 grudnia 2022 Rada Narodowa przegłosowała wotum nieufności. Następnie na wrzesień 2023 rozpisano przedterminowe wybory parlamentarne. 7 maja 2023, po dymisjach złożonych przed dwóch ministrów, Eduard Heger ogłosił swoją rezygnację z funkcji premiera. 15 maja 2023 prezydent Zuzana Čaputová powołała nowy rząd techniczny, na czele którego stanął Ľudovít Ódor.
W czerwcu 2023 gabinet nie uzyskał wotum zaufania w parlamencie. 25 października 2023 został zastąpiony przez czwarty rząd Roberta Ficy.

## Skład rządu
| Ministerstwo                                               | Minister                      |
| ---------------------------------------------------------- | ----------------------------- |
| Premier                                                    | Ľudovít Ódor                  |
| Wicepremier ds. planu odbudowy oraz funduszy europejskich  | Lívia Vašáková                |
| Minister finansów                                          | Michal Horváth                |
| Minister sprawiedliwości                                   | Jana Dubovcová                |
| Minister spraw wewnętrznych                                | Ivan Šimko (do 19 lipca 2023) |
| Minister obrony                                            | Martin Sklenár                |
| Minister zdrowia                                           | Michal Palkovič               |
| Minister rolnictwa i rozwoju wsi                           | Jozef Bíreš                   |
| Minister środowiska                                        | Milan Chrenko                 |
| Minister pracy, spraw społecznych i rodziny                | Soňa Gaborčáková              |
| Minister kultury                                           | Silvia Hroncová               |
| Minister spraw zagranicznych i europejskich                | Miroslav Wlachovský           |
| Minister inwestycji, rozwoju regionalnego i informatyzacji | Peter Balík                   |
| Minister gospodarki                                        | Peter Dovhun                  |
| Minister edukacji, nauki, badań naukowych i sportu         | Daniel Bútora                 |
| Minister transportu                                        | Pavol Lančarič                |